# 草木槿
草木槿（学名：Hibiscus lobatus），为锦葵科木槿属下的一个植物种。